# Bosque Zika

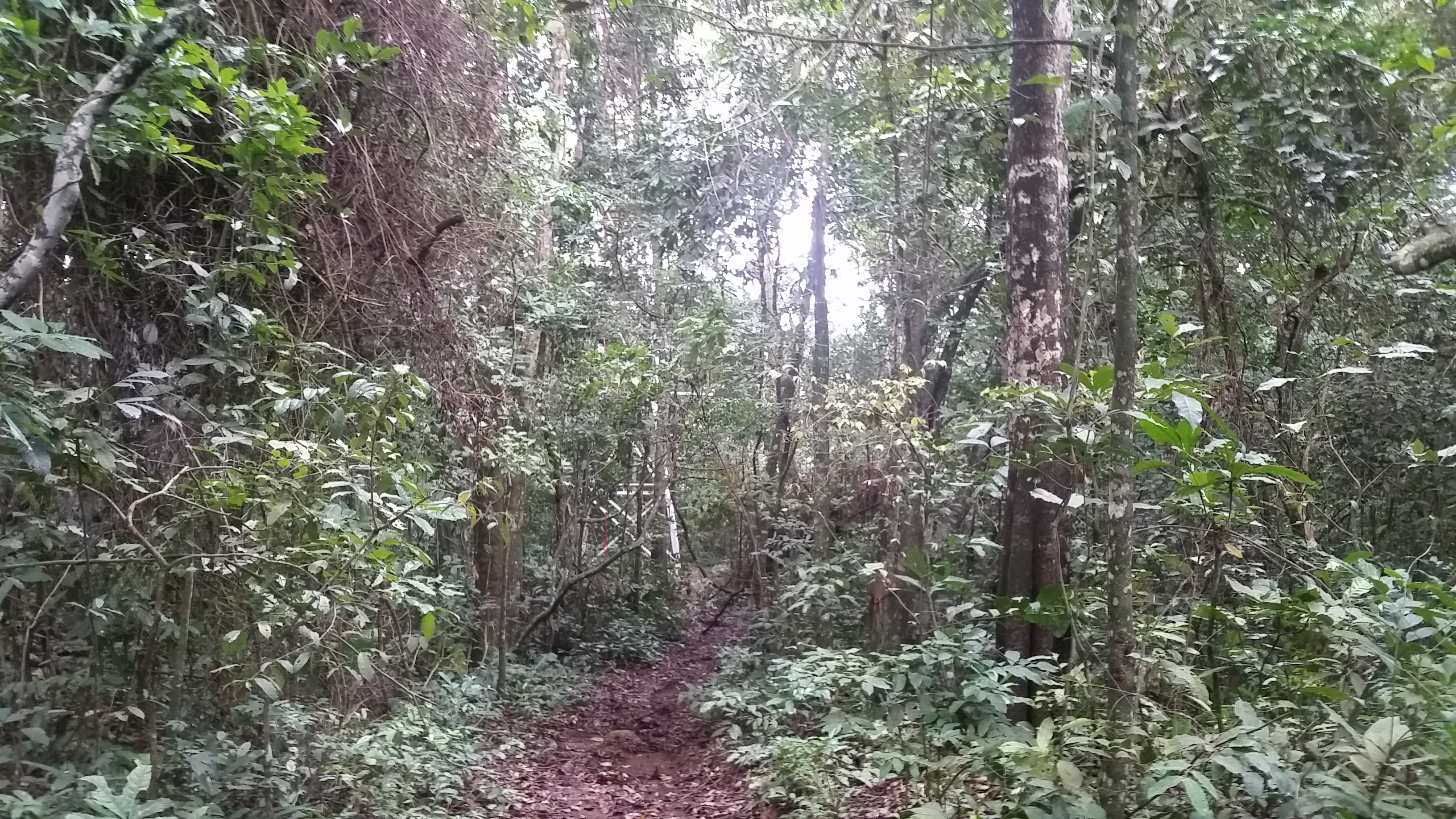
Un camino a través del bosque de Zika que conduce a una torre de acero de observación operada por el Instituto de Investigación de Virus de Uganda

El bosque de Ziika (pronunciado /θika/, en inglés: /ˈziːkə/), conocido también con el nombre de bosque Zika, es una selva tropical cerca de Entebbe en Uganda.  Ziika significa "cubierto de maleza" en idioma Luganda. Como propiedad del Instituto de Investigación de Virus de Uganda (UVRI) de Entebbe, se encuentra protegido y restringido a la investigación científica.
El bosque cubre un área de aproximada de 25 hectáreas, junto a los pantanos de la bahía de Waiya, una entrada del lago Victoria. De fácil acceso y combinando varios ecosistemas, el bosque Zika es adecuado para el estudio de los mosquitos. Según la UVRI, el tamaño del área de investigación del bosque es de aproximadamente de 12 hectáreas. El bosque tiene una rica biodiversidad en plantas y polillas y alberga alrededor de 40 especies de mosquitos. El UVRI también mantiene un insectario . 
El bosque también es accesible para la observación de aves. El ex presidente estadounidense Jimmy Carter visitó una vez el bosque con ese propósito.
El virus del Zika y las polillas Sidisca zika y Milocera zika llevan el nombre del bosque. 
El bosque de Zika es el origen de la infección del mosquito Aedes, el cual propaga el virus Zika a los monos rhesus y luego este se extiende a los humanos. [cita requerida]

## Estudios de mosquitos
Las investigaciones de mosquitos en Zika comenzaron en 1946 como parte del estudio de la fiebre amarilla humana en el Instituto de Investigación de la Fiebre Amarilla (renombrado Instituto de Investigación de Virus de África Oriental en 1950, y luego Instituto de Investigación de Virus de Uganda en 1977), establecido en Entebbe, Uganda en 1936 por la Fundación Rockefeller. En 1947, el virus Zika fue aislado de un mono rhesus estacionado en Zika. En 1960, una torre de acero de 36,6 metros (120 pies) fue trasladada del bosque de Mpanga al Zika para estudiar la distribución vertical de los mosquitos, lo que permitió un estudio exhaustivo de la población de mosquitos en 1964. En ese mismo año, el virus Zika se identificó a partir de una muestra recolectada de Aedes africanus. No se realizaron colecciones de mosquitos durante cuatro décadas, mientras que las actividades humanas invadieron el bosque. Una colección actualizada de mosquitos finalmente tuvo lugar en 2009 y 2010.  
El nombre Zika se ha hecho famoso por el virus Zika, involucrado en un número creciente de brotes en todo el mundo desde 2007 en adelante.